# Rock identitaire français
Rock identitaire français či RIF je neformální národně-pravicové francouzské hudební hnutí.
Termín Rock identitaire français se poprvé objevil v první polovině 90. let s nástupem mladých nacionalistických kapel, které se odmítaly podílet na starých směrech a proudech spjatých se subkulturou skinheads či neonacismem. 
Hnutí je propojeno ideově, nikoli hudebně. Texty hudebních skupin hlásají nacionalistické, antiglobalizační, vlastenecké či protiislámské myšlenky, často jsou oslavovány konzervativní hodnoty a také tradiční katolicismus, k němuž se řada muzikantů otevřeně hlásí.
V rámci hnutí lze pak nalézt nejrůznější hudební styly od popu přes rock, punk či tvrdý metal až po rap nebo techno. 
Myšlenka svébytných „identitářských“ hudebních hnutí se rozšířila po celé Evropě a dnes je můžeme nalézt v mnoha dalších zemích: Švédsku, Itálii, Polsku, Španělsku nebo Německu.

## Skupiny, náležející k hnutí
- Aion
- Aquilona
- Basic Celtos
- Brixia
- Elendil
- Europa Nostra
- Ile de France
- In Memoriam
- Insurrection
- Kaiserbund
- Traboule Gones
- Trouble Makers (Quebec, Kanada)
- Urban Crew
- Vae Victis

- atd.